# Poa lilloi
Poa lilloi là một loài cỏ trong họ hòa thảo, thuộc chi poa.